# ۸۲۰ (قمری)
۸۲۰ (قمری)، هشتصد و بیستمین سال در گاهشماری هجری قمری است. اول محرم این سال برابر با بیست و هفتم فوریه سال ۱۴۱۷ میلادی است.